# 固城郡
固城郡（：／ Goseong gun */?），是大韓民國慶尚南道南部的一個郡，位於統營半島上，西臨固城灣，東臨塘洞灣。面積517.06平方公里，2005年人口55,950人。
下為固城邑及十三面。當地有蓮花山道立公園，和大量恐龍足跡化石。中部高速公路通过。

## 姊妹城市
- 中华人民共和国四川省自贡市
- 美国加州格倫代爾